# Kink (hinder, rep)
Kink kallas det, då en tågända, genom väta eller genom felaktig uppskjutning, på något ställe drar ihop sig och bildar en halvknut, så att den inte kan löpa fritt genom en blockskiva e.dyl., kallas detta en "kink".
Genom att vrida tåget i motsatt riktning mot hindret "slår man ut kinken". Kinkar på hamptross är oftast ofarliga för trossen; detta är däremot inte fallet med kinkar på ståltråd eller ståltrådslina.